# Przełączanie
Przełączanie (ang. switching over) - zespół czynności łączeniowych przełącznika składający się z co najmniej dwóch kolejnych czynności łączeniowych (w przypadku przełącznika zestykowego wykonanych przez jego przestawienia), po wykonaniu których przełącznik nie powraca do pierwotnego stanu ustalonego.